# Juan Cruz Ochoa
Juan Cruz Ochoa López (* 4. März 1979 in Pamplona) ist ein ehemaliger spanischer Fußballspieler.

## Spielerkarriere

### Weg in den Profifußball
Juan Ochoa startete seine Karriere als Fußballer in der Saison 1999/2000 in der spanischen Segunda División B bei CD Calahorra. Anschließend spielte Ochoa von 2001 bis 2004 zunächst im B-Team, dann in der ersten Mannschaft von Deportivo Alavés in der Primera División. Nach dem Abstieg 2008/2009 blieb er noch ein weiteres Jahr bei den Basken. Als der Aufstieg knapp verpasst wurde, wechselte er stattdessen zum Aufsteiger CD Numancia. In der Saison 2004/2005 stand allerdings auch schon wieder der Abstieg an.

### Real Murcia
Nachdem nur ein Mittelfeldplatz erreicht werden konnte, verließ Ochoa 2006 Numancia und schloss sich Real Murcia an. Bereits im ersten Anlauf stieg er mit seiner neuen Mannschaft in die Primera División auf. Nach einer Spielzeit stieg er mit seiner Mannschaft am Saisonende wieder ab. Er blieb dem Klub ohn in der Segunda División treu. Am Ende der Saison 2009/10 stieg er mit seinem Team erneut ab. In jener Saison kam er nur selten zum Einsatz und blieb häufig auf der Ersatzbank.

### Die letzten Jahre
Im Sommer 2010 wechselte Juan Ochoa zu SD Huesca, das in der Segunda División spielte. In der ersten Hälfte der Spielzeit 2011/12 kam er nur noch viermal zum Einsatz. Ende Januar 2012 löste er seinen Vertrag auf und war ein halbes Jahr ohne Verein. Im September 2012 verpflichtete ihn der FC Orihuela, der nachträglich in die Segunda División B aufgenommen worden war. Dort war er Stammspieler in der Abwehr und stieg mit seinem Klub am Saisonende ab. im Sommer 2013 schloss er sich dem belgischen Zweitligisten KAS Eupen an. Mit seiner neuen Mannschaft spielte er um den Aufstieg, verpasste diesen aber zweimal in den Play-offs. War er in der Saison 2013/14 noch Stammkraft, kam er in der Spielzeit 2014/15 nur noch unregelmäßig zum Zuge. Anschließend war er erneut ein halbes Jahr arbeitslos, ehe ihn Anfang 2016 Lorca Deportiva unter Vertrag nahm. Dort beendete er kurz darauf seine Laufbahn.

## Erfolge
- 2006/07 – Aufstieg in die Primera División mit Real Murcia